# Grumolo delle Abbadesse
Grumolo delle Abbadesse är en ort och kommun i provinsen Vicenza i regionen Veneto i Italien. Kommunen hade 3 767 invånare (2018).